# Heckler & Koch HK433
Le Heckler & Koch HK433 est un fusil d'assaut modulaire chambré en 5,56 × 45 mm OTAN qui combine les caractéristiques des familles de fusils d'assaut HK G36 et HK416,.
Le HK433 a été conçu par Heckler & Koch pour être familier aux utilisateurs ayant de l’expérience dans le maniement des Heckler & Koch G36 et HK416. Toutes les commandes sont ambidextres et les principaux composants sont modulaires, ce qui permet de reconfigurer les fusils sur le terrain au besoin.

## Conception

Piston à gaz à course courte

Le HK433 a plusieurs longueurs de canon allant de 11 à 12,5, 14,5, 16,5, 18,9 ou 20 pouces. Tous les canons sont forgés au marteau froid, chromés durs doublés d’une torsion droite de 178 mm et d’un canon à six rayures,.
Il dispose d’un système entraîné par piston à gaz à course courte, similaire aux Heckler & Koch G36 et HK416, avec un réglage du régulateur de bloc de gaz situé au-dessus du canon. La poignée-chargeur non alternative peut être changée pour fonctionner de chaque côté de la crosse du fusil, mais n’a pas d’évidement de verrouillage comme la famille d’armes Heckler & Koch G3. Tous les autres témoins primaires sont ambidextres.
Il dispose d’un système de canon interchangeable et d’une crosse pliante réglable avec un riser de joue à trois positions et un chargeur de style pagaie. Le pliage latéral de la crosse raccourcit le HK433 de 266 à 297 mm selon les versions. Le récepteur supérieur monolithique est en alliage d’aluminium et le récepteur inférieur est en polymère.
Le HK433 est doté d’un rail d'accessoires STANAG 4694 OTAN à 12 heures (au-dessus du canon) qui est rétrocompatible avec le rail STANAG 2324 / MIL-STD-1913 Picatinny. À 6 heures (au-dessous du canon), il est doté du rail PICatinny STANAG 2324/MIL-STD-1913. Aux positions 3 et 9 heures (sur les côtés droit et gauche du canon), le système de fixation d’accessoires propriétaire « HKey » est utilisé à la place des systèmes M-LOK ou KeyMod plus couramment utilisés.
Le poids à vide d’un magasin conforme à la norme HK433 Draft STANAG 4179 est d’environ 160 g.

## Historique
Le HK433 a été présenté pour la première fois au salon EnforceTac 2017 qui s’est déroulé les 1er et 2 mars 2017 à Nuremberg, en Bavière, Allemagne, après que le HK433 ait été montré précédemment à un certain nombre de personnes lors du salon SHOT Show en janvier 2017,. Heckler & Koch a proposé le HK433 aux côtés du HK416 comme candidat à la compétition de la Bundeswehr allemande pour choisir un nouveau fusil d’assaut. Le HK G36, le fusil d’assaut standard de la Bundeswehr depuis 1997, doit être progressivement supprimé et un remplacement devrait être mis en œuvre progressivement à partir de 2020.

## Variantes
| Variante          | Calibre                  | Longueur max. mm | Longueur min. mm | Canon mm | Poids g |
| ----------------- | ------------------------ | ---------------- | ---------------- | -------- | ------- |
| HK433 11"         | 5.56×45mm                | 843              | 577              | 280      | 3250    |
| HK433 14.5"       | 5.56×45mm                | 931              | 634              | 368      | 3400    |
| HK433 16.5"       | 5.56×45mm                | 976              | 718              | 421      | 3500    |
| HK437 Sneaker 9"  | 7.62x35mm (300 Blackout) | 745              | 487              | 178      | 3040    |
| HK437 Sneaker 11" | 7.62x35mm (300 Blackout) | 795              | 537              | 229      | 3140    |

## Utilisateurs
- Allemagne : Police du land de Schleswig-Holstein
  - En octobre 2022 un contrat portant de 200 HK437 et leurs accessoires a été passé pour un montant de 1,68 million d'euros[10].
  - Le 15 février 2024, la police du land annonce vouloir acquérir 1 700 fusils afin de remplacer les MP5 et les Sig MCX[11].

## Dans la culture populaire
Call of Duty: Modern Warfare : version prototype sous le nom "Kilo 141"
Warface : version prototype
Alliance of Valiant Arms : version prototype
Escape from Tarkov : version prototype visible sur un posters